# Masahiko Sugita
Masahiko Sugita (japanisch 杉田 真彦 Sugita Masahiko; * 16. Juni 1995 in der Präfektur Shizuoka) ist ein japanischer Fußballspieler.

## Karriere
Sugita erlernte das Fußballspielen in der Schulmannschaft der Shizuoka Nishi High School und der Universitätsmannschaft der Juntendo-Universität. Seinen ersten Vertrag unterschrieb er 2018 in Sendai beim Sony Sendai FC. Mit dem Verein spielte er in der vierten Liga, der Japan Football League. 2020 wechselte er zum Drittligisten Fujieda MYFC nach Fujieda. Am Ende der Saison 2022 feierte er mit dem Verein die Vizemeisterschaft und den Aufstieg in die zweite Liga.

## Erfolge
Fujieda MYFC
- Japanischer Drittligavizemeister: 2022  ▲